# Анна Лембке
Анна Лембке (народилася 27 листопада 1967) — американська психіатриня, керівниця клініки подвійної діагностики наркологічної медицини Стенфордського університету. Вона є фахівцем з епідемії опіоїдів у Сполучених Штатах й авторкою книжки «Наркоторговець, доктор медичних наук. Як лікарів обдурили, а пацієнтів спіймали на гачок та чому так важко це зупинити». Її остання книга, бестселер New York Times, «Дофамінове покоління. Де межа між болем і задоволенням», вийшла в серпні 2021 року.
Лембке знялася у документальному фільмі Netflix «Соціальна дилема» 2020 року.

## Дитинство та освіта
Лембке була студенткою Єльського університету, який закінчила зі ступенем бакалавра гуманітарних наук 1989 року. 1995 року здобула ступінь доктора медицини в медичній школі Стенфордського університету, а в 1998 році закінчила ординатуру з психіатрії також у Стенфордському університеті. Вона проходила стажування в лікарні Гайленд округу Аламеда, спеціалізуючись на дорослій психіатрії та наркології. Здобула сертифікацію 2003 року.

## Дослідження та кар'єра
У Школі медицини Стенфордського університету Лембке є професоркою та медичною директоркою у сфері медицини залежностей. Вона також є програмною директоркою Стенфордської стипендії з медицини залежностей і керівницею клініки подвійної діагностики в галузі медицини залежностей Стенфордського університету. Місія Стенфордської клініки подвійної діагностики полягає в підтримці пацієнтів із розладами вживання психоактивних речовин, поведінковими залежностями та супутніми психічними розладами.
Лембке написала науково-популярну книгу «Наркоторговець, доктор медичних наук» і об'їхала всі Сполучені Штати та надала експертні свідчення законодавцям. Вона також виступила з доповіддю TED про опіоїдну епідемію та лікування болю на TEDx Stanford.
Лембке вивчала залежність у зв’язку з такими речовинами, як наркотики та алкоголь, але особливо зацікавилася залежністю від смартфонів та інших технологій. Однак «залежність» від смартфонів та залежність від технологій наразі не визнають як офіційні клінічні розлади у Діагностичному та статистичному посібнику з психічних розладів (DSM-5) або в Міжнародній класифікації хвороб (МКБ-10 та МКБ-11). Попри це, Лембке вважає, що смартфони не лише самі по собі викликають звикання, але й стверджує, що вони можуть загострити проблеми інших видів залежності, збільшуючи доступ і соціальне зараження. Лембке знялася у документальній драмі Netflix «Соціальна дилема» 2020 року, у якій вона стверджує, що «соціальні медіа — це наркотик», який використовує еволюційну потребу мозку в міжособистісному зв’язку. Діти Лембке також знялися у фільмі, і сім'я прокоментувала, що, на їх думку, більшість людей значно недооцінює свій час перед екраном.

## Вибрані публікації
- Lembke, Anna (2016). Drug Dealer, MD | Johns Hopkins University Press Books. jhupbooks.press.jhu.edu. doi:10.56021/9781421421407. ISBN 9781421421414. Процитовано 16 вересня 2020.
- Lembke, Anna (25 жовтня 2012). Why Doctors Prescribe Opioids to Known Opioid Abusers. New England Journal of Medicine. 367 (17): 1580—1581. doi:10.1056/NEJMp1208498. ISSN 0028-4793. PMID 23094719.
- Lembke, Anna; Papac, Jennifer; Humphreys, Keith (22 лютого 2018). Our Other Prescription Drug Problem. The New England Journal of Medicine. 378 (8): 693—695. doi:10.1056/NEJMp1715050. ISSN 1533-4406. PMID 29466163.

### Переклади українською
У видавництві «Лабораторія» вийшов український переклад книги «Дофамінове покоління. Де межа між болем і задоволенням». Перекладачка — Наталія Яцюк. 
|                     | Це обов’язкове читання для людей, що боряться з небажаною, надмірною поведінкою, пов’язаною з будь-чим із соціальних мереж, смартфонів, їжі, для тих, хто бореться із залежністю від порнографії, азартних ігор, наркотиків і алкоголю. Це також принесе користь усім, хто хоче більше зрозуміти мозок, звички та компульсивне надмірне споживання, щоб допомогти собі та своїм близьким орієнтуватися в цьому новому світі. |
| — Amer Raheemullah, | |